# Edeltraud Faßhauer
Edeltraud Faßhauer (geboren 1947) ist eine deutsche Fachärztin. Von 1993 bis 2007 war sie Mitglied des Landesverfassungsgerichts Sachsen-Anhalt.

## Beruflicher Werdegang
Edeltraud Fasshauer ist Fachärztin für Innere Medizin, Hämatologie und Onkologie. Sie war bis 2007 als Leitende Oberärztin der Onkologischen Abteilung im Krankenhaus St. Elisabeth und St. Barbara Halle tätig.

## Engagement
Mit Anfang dreißig bekam Edeltraud Faßhauer die Diagnose Multiple Sklerose. Seit Mitte der 80er Jahre engagierte sie sich ehrenamtlich für Menschen, die ebenfalls von dieser Krankheit betroffen waren. In der DDR gab es weder laienverständliche Literatur über MS noch Beratungsangebote. 1987 gründete Edeltraud Faßhauer gemeinsam mit ihrem Mann und anderen Betroffenen die erste staatlich anerkannte Gruppe für MS-Betroffene in Halle. Nach der Wende war sie Gründungsmitglied der Deutschen Multiple Sklerose Gesellschaft (DMSG), Landesverband Sachsen-Anhalt.
Edeltraud Faßhauer gründete 1994 den Landes-Patientenbeirat der Deutschen Multiple Sklerose Gesellschaft (DMSG), dessen Vorsitz sie bis 2018 innehatte. Sie engagierte sich ab 2003 auch als Vorsitzende des Patientenbeirates beim DMSG-Bundesverband und als Beisitzerin des DMSG-Bundesverbandes.
Bereits in der ersten Amtsperiode des Landesverfassungsgerichts Sachsen-Anhalt gehörte Edeltraud Faßhauer dem Gericht als Richterin an. Am 10. November 2000 wurde sie vom Landtag für die Dauer von sieben Jahren erneut zur Verfassungsrichterin gewählt: Sie wurde am 13. Dezember 2000 von Ministerpräsident Reinhard Höppner ernannt und in der Sitzung des Landtages am 14. Dezember 2000 vereidigt.

## Auszeichnungen
- 2010 Bundesverdienstkreuz am Bande[7] für das Engagement zugunsten MS-Erkrankter
- 2015 Goldene Ehrennadel des Paritätischen Wohlfahrtsverbandes[3]

## Privates
Edeltraud Faßhauer ist mit dem Diplomphysiker Wilhelm Faßhauer verheiratet. Das Ehepaar hat zwei Kinder.
In einem Interview nannte Edeltraud Faßhauer ihre christliche Grundeinstellung als wesentliche Grundlage ihres Engagements.